# Tovstenke, Ciortkiv
Tovstenke (în ucraineană Товстеньке) este o comună în raionul Ciortkiv, regiunea Ternopil, Ucraina, formată numai din satul de reședință.

## Demografie
Componența lingvistică a comunei Tovstenke
     Ucraineană (99,46%)
     Alte limbi (0,43%)
Conform recensământului din 2001, majoritatea populației comunei Tovstenke era vorbitoare de ucraineană (99,46%), existând în minoritate și vorbitori de alte limbi.